# Marc Claudi Glícia
Marc Claudi Glícia o Glícias, llatí: Marcus Claudius Glicia o llatí: Glycias, va ser un llibert de Publi Claudi Pulcre, del que era un secretari o potser un missatger.
Després de la derrota de Claudi Pulcre a Drèpana l'any 249 aC, el senat va fer-lo comparèixer davant seu per a respondre de la seva conducta. El senat el convidà a nomenar un dictador, i per a aquest càrrec Claudi Pulcre va nomenar Glícia. Però el nomenament va ser cancel·lat abans i tot que Glícia pogués nomenar el seu magister equitum. Així i tot, va comparèixer als Ludi Maximi com si fos dictador realment i vestit amb la toga pretexta. Després va ser llegat a Còrsega del cònsol Gai Licini Var l'any 236 aC, on va fer un tractat amb els illencs sense autorització del cònsol ni del senat, i com que el tractat no va ser acceptat per Roma, se'l va entregar als illencs com a responsable. Els corsos no el van voler castigar i el van retornar als romans que el van condemnar a mort i el van executar.